# Tomáš Kaberle
Tomáš Kaberle, född 2 mars 1978, är en tjeckisk professionell ishockeyback som efter många år i NHL nu spelar i tjeckiska Extraliga för HC Kometa Brno. Kaberle räknades som en av NHL främsta backar då han blivit uttagen till NHL All Star Game vid sammanlagt fyra tillfällen; 2001–02, 2006–07, 2007–08 och 2008–09. Hans bästa säsong rent poängmässigt är säsongen 2005–06 då han noterades för 9 mål och 58 assist för totalt 67 poäng på 82 spelade matcher, vilket gav honom en femte plats för antal gjorda poäng bland försvarare i ligan. 2010–11 vann han Stanley Cup med Boston Bruins.
Den 27 juni 2013 valde Montreal Canadiens att köpa ut Kaberle från sitt kontrakt till en kostnad av $ 3 miljoner, som kommer betalas ut över de kommande två åren. Från September 2013 spelar Kaberle i tjeckiska ligalaget HC Kladno. Tomáš är yngre bror till ishockeyspelaren František Kaberle och son till Frantisek Kaberle Sr. Han har representerat det tjeckiska landslaget vid ett flertal tillfällen.

## Statistik

### Klubbkarriär
| 1994–95    | Kladno                 | CZEx       | 4   | 0  | 1   | 1   | 0   | —   | — | —  | —  | —  |
| 1995–96    | Kladno                 | CZEx       | 23  | 0  | 1   | 1   | 2   | 2   | 0 | 0  | 0  | 0  |
| 1996–97    | Kladno                 | CZEx       | 49  | 0  | 5   | 5   | 26  | 3   | 0 | 0  | 0  | 2  |
| 1997–98    | Kladno                 | CZEx       | 47  | 4  | 19  | 23  | 12  | —   | — | —  | —  | —  |
| 1997–98    | St. John's Maple Leafs | AHL        | 2   | 0  | 0   | 0   | 0   | —   | — | —  | —  | —  |
| 1998–99    | Toronto Maple Leafs    | NHL        | 57  | 4  | 18  | 22  | 12  | 14  | 0 | 3  | 3  | 2  |
| 1999–2000  | Toronto Maple Leafs    | NHL        | 82  | 7  | 33  | 40  | 24  | 12  | 1 | 4  | 5  | 0  |
| 2000–01    | Toronto Maple Leafs    | NHL        | 82  | 6  | 39  | 45  | 24  | 11  | 1 | 3  | 4  | 0  |
| 2001–02    | Kladno                 | CZEx       | 9   | 1  | 7   | 8   | 4   | —   | — | —  | —  | —  |
| 2001–02    | Toronto Maple Leafs    | NHL        | 69  | 10 | 29  | 39  | 2   | 20  | 2 | 8  | 10 | 16 |
| 2002–03    | Toronto Maple Leafs    | NHL        | 82  | 11 | 36  | 47  | 30  | 7   | 2 | 1  | 3  | 0  |
| 2003–04    | Toronto Maple Leafs    | NHL        | 71  | 3  | 28  | 31  | 18  | 13  | 0 | 3  | 3  | 6  |
| 2004–05    | Kladno                 | CZEx       | 49  | 8  | 31  | 39  | 38  | 7   | 1 | 0  | 1  | 0  |
| 2005–06    | Toronto Maple Leafs    | NHL        | 82  | 9  | 58  | 67  | 46  | —   | — | —  | —  | —  |
| 2006–07    | Toronto Maple Leafs    | NHL        | 74  | 11 | 47  | 58  | 20  | —   | — | —  | —  | —  |
| 2007–08    | Toronto Maple Leafs    | NHL        | 82  | 8  | 45  | 53  | 22  | —   | — | —  | —  | —  |
| 2008–09    | Toronto Maple Leafs    | NHL        | 57  | 4  | 27  | 31  | 8   | —   | — | —  | —  | —  |
| 2009-10    | Toronto Maple Leafs    | NHL        | 82  | 7  | 42  | 49  | 24  | —   | — | —  | —  | —  |
| 2010–11    | Toronto Maple Leafs    | NHL        | 58  | 3  | 35  | 38  | 16  | —   | — | —  | —  | —  |
| 2010–11    | Boston Bruins          | NHL        | 24  | 1  | 8   | 9   | 2   | 25  | 0 | 11 | 11 | 4  |
| 2011–12    | Carolina Hurricanes    | NHL        | 29  | 0  | 9   | 9   | 2   | —   | — | —  | —  | —  |
| 2011–12    | Montreal Canadiens     | NHL        | 43  | 3  | 19  | 22  | 10  | —   | — | —  | —  | —  |
| 2012–13    | Kladno                 | CZEx       | 10  | 2  | 4   | 6   | 2   | —   | — | —  | —  | —  |
| 2012–13    | Montreal Canadiens     | NHL        | 10  | 0  | 3   | 3   | 0   | —   | — | —  | —  | —  |
| 2013–14    | Kladno                 | CZEx       | 48  | 4  | 20  | 24  | 26  | —   | — | —  | —  | —  |
| 2014–15    | Hartford Wolf Pack     | AHL        | 2   | 0  | 2   | 2   | 0   | —   | — | —  | —  | —  |
| 2014–15    | Kladno                 | CZE2       | 24  | 5  | 21  | 26  | 4   | 7   | 1 | 8  | 9  | 2  |
| NHL totalt | NHL totalt             | NHL totalt | 984 | 87 | 476 | 563 | 260 | 102 | 6 | 33 | 39 | 28 |